# Pud Hamilton
William Edward "Billy, Pud" Hamilton, född 10 februari 1874 i Kingston, Ontario, död 23 oktober 1965 i Sault Ste. Marie, Michigan, var en kanadensisk professionell ishockeyspelare som var aktiv under det tidiga 1900-talet. Hamilton spelade för Pittsburgh Athletic Club i WPHL och för Michigan Soo Indians i IPHL. Han spelade även två matcher för Pittsburgh Bankers samt en match för Cobalt Silver Kings.

## Statistik
Trä. = Träningsmatcher
| 1900–01     | Pittsburgh Athletic Club | WPHL        | 13 | 3  | – | 3  | –   | – | – | – | – | – |
| 1901–02     | Pittsburgh Athletic Club | WPHL        | 14 | 3  | 2 | 5  | 14  | – | – | – | – | – |
|             | Pittsburgh Athletic Club | Trä.        | 8  | 1  | 1 | 2  | 8   | – | – | – | – | – |
| 1902–03     | Pittsburgh Athletic Club | WPHL        | 13 | 0  | 6 | 6  | 17  | – | – | – | – | – |
|             | Pittsburgh Bankers       | US Pro      | –  | –  | – | –  | –   | 2 | 0 | 1 | 1 | 2 |
| 1903–04     | Pittsburgh Athletic Club | WPHL        | 4  | 0  | 0 | 0  | 10  | – | – | – | – | – |
|             | Michigan Soo Indians     | Exh.        | 16 | 4  | 0 | 4  | –   | – | – | – | – | – |
|             | Michigan Soo Indians     | US Pro      | –  | –  | – | –  | –   | 4 | 0 | 0 | 0 | 2 |
| 1904–05     | Michigan Soo Indians     | IPHL        | 24 | 5  | 0 | 5  | 18  | – | – | – | – | – |
| 1905–06     | Michigan Soo Indians     | IPHL        | 20 | 7  | 0 | 7  | 34  | – | – | – | – | – |
| 1906–07     | Michigan Soo Indians     | IPHL        | 23 | 4  | 5 | 9  | 61  | – | – | – | – | – |
| 1907–08     | Michigan Soo Indians     | Trä.        | –  | –  | – | –  | –   | – | – | – | – | – |
| 1908–09     | Cobalt Silver Kings      | TPHL        | 1  | 0  | 0 | 0  | 7   | – | – | – | – | – |
| WPHL totalt | WPHL totalt              | WPHL totalt | 54 | 5  | 8 | 13 | 41  | – | – | – | – | – |
| IPHL totalt | IPHL totalt              | IPHL totalt | 67 | 16 | 5 | 21 | 113 | – | – | – | – | – |

Statistik från Society for International Hockey Research på sihrhockey.org